# Joan Casanovas
assinatura
placa comemorativa
Joan Casanovas i Maristany (Sant Sadurní d'Anoia, 1890 – Valras-Plage, 1942) foi um político catalão. Ostentou, entre outros cargos, o de primeiro conselheiro e presidente do Conselho Executivo de Catalunha, entre julho e setembro de 1936, além de Presidente do Parlamento da Catalunha, de 1933 a 1938. Foi um dos fundadores do partido Esquerda Republicana da Catalunha.